# Winfried Wagner (Schriftsteller)

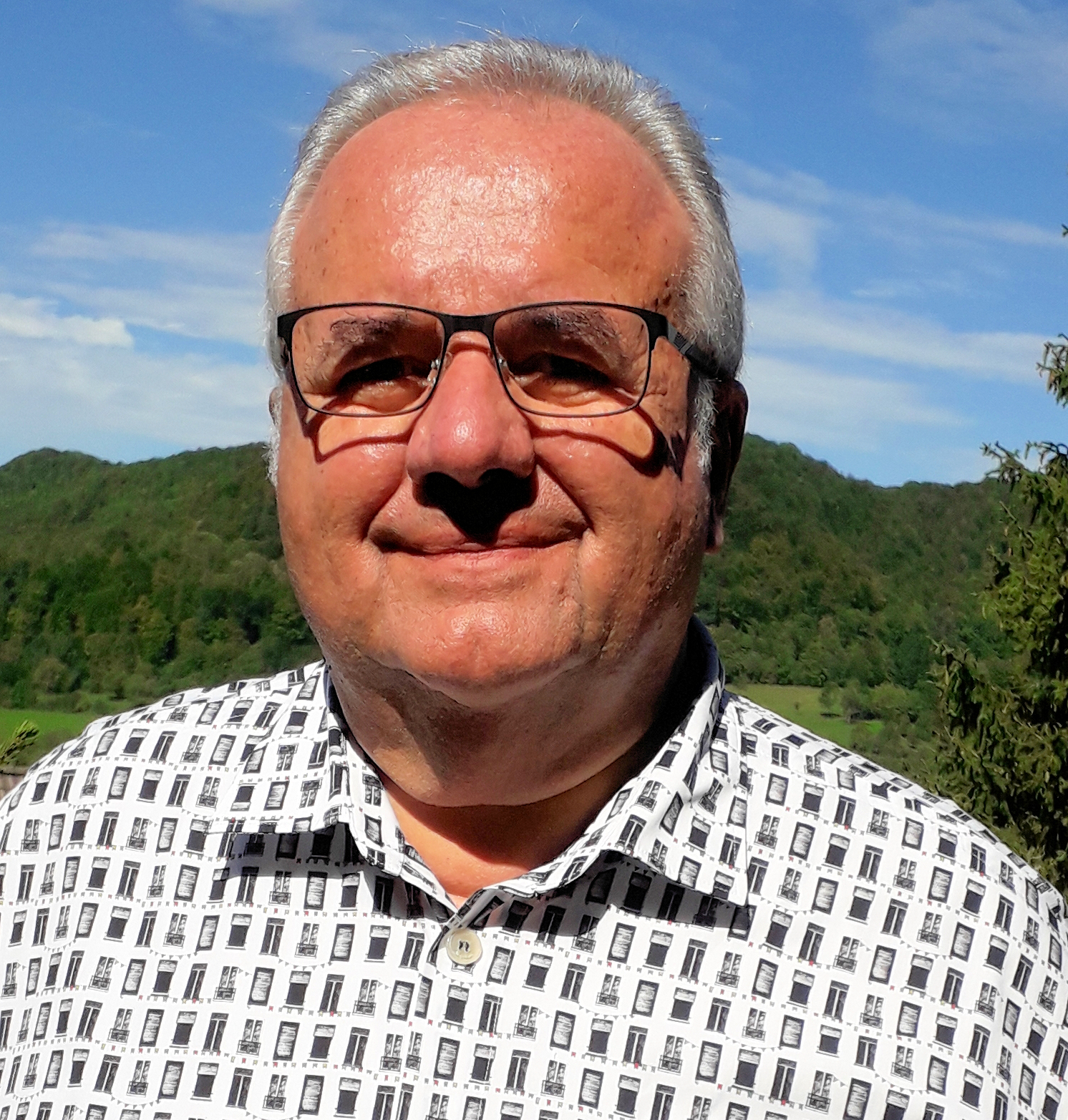
Winfried Wagner (2020)

Winfried Wagner (* 5. April 1949 in Metzingen) ist ein schwäbischer Mundartdichter und Schriftsteller, Drehbuchautor, Moderator und Schauspieler.

## Leben
Wagner machte eine Ausbildung zum Bankkaufmann in Metzingen. Neben seiner Tätigkeit in der Bank absolvierte er von 1972 bis 1976 ein Studium an der Hamburger Autorenschule in den Bereichen Schriftstellerei, Journalismus und Film-, Funk- und Fernsehautor. Ab 1977 schrieb er für den Südwestfunk Hörspiele sowie Gag- und Sketche für Fernsehshows. 1981 moderierte er die Sendung ‚Stuttgarter Nachmittag‘ in der ARD. Von 1986 an erschienen regelmäßige Kolumnen in der Zeitschrift ‚Schönes Schwaben‘ aus dem Silberburg-Verlag.
Ab den 1990er Jahren gab es diverse Buchveröffentlichungen, vorwiegend in schwäbischer Mundart. Er verfasste mehrere Theaterstücke und war Autor für Produktionen der Komede-Scheuer in der Mäulesmühle, wie Hannes und der Bürgermeister oder Freunde in der Mäulesmühle.
Einem breiten TV-Publikum wurde Wagner bekannt durch die Rolle als Bäcker Walter Laible in Laible und Frisch, einer zwölfteilige Fernsehserie des SWR Fernsehen.
Am 23. Dezember 2018 verabschiedete sich Winfried Wagner im Renitenztheater Stuttgart von der aktiven Bühne.
Winfried Wagner ist verheiratet und lebt in Dettingen an der Erms.

## Gesellschaftliches
Wagner ist seit 1980 aktives Mitglied des humoristischen Kulturvereins Schlaraffia in Reutlingen.

## Werke (Auswahl)
- Schwäbisches Witze-Schatzkistle. Neue Witze aus Schwaben. Silberburg 2019, ISBN 978-3-8425-2199-5.
- Die 30 x 30 besten schwäbischen Witze: 900 Mal lachen. Silberburg 2018, ISBN 978-3-8425-2003-5.
- Mai lieaber Fraind!, Bd.6: Die heiteren Briefe des leidgeprüften Schwaben Eugen Emberle. Knödler Verlag, Reutlingen 2002, ISBN 978-3-87421-207-6.
- Ein Wahnsinnsurlaub. Frankfurter Verlagsgruppe GmbH, 2000, ISBN 978-3-8267-4724-3.
- Mai lieaber Fraind! Band 1: Die heiteren Briefe des leidgeprüften Schwaben Eugen Emberle. Knödler Verlag, Reutlingen 1989, ISBN 978-3-87421-165-9.
- Schwäbische Geschichta. Knödler Verlag, Reutlingen 1987, ISBN 978-3-87421-104-8.
- Bloss guad, dass i an Schwob ben: Ansichten und Einsichten eines vergnügten Schwaben. Knödler Verlag, Reutlingen 1986, ISBN 978-3-87421-115-4.

## Filmografie (Auswahl)
- 2009: Laible und Frisch (Fernsehserie)
- 2017: Laible und Frisch: Do goht dr Doig